# بيلار مونيوث
بيلار مونيوث (بالإسبانية: Pilar Muñoz)‏ هي ممثلة إسبانية، ولدت في 1911 بمدريد في إسبانيا، وتوفيت في 1 أكتوبر 1980 بسبب سرطان.

## وصلات خارجية
- بيلار مونيوث على موقع IMDb (الإنجليزية)
- بيلار مونيوث على موقع قاعدة بيانات الفيلم (الإنجليزية)